# Championnat d'Estonie de football 1995-1996
Navigation
Saison précédente Saison suivante
La saison 1995-1996 du Championnat d'Estonie de football était la 5e édition de la première division estonienne à poule unique, la Meistriliiga. Les 8 clubs jouent les uns contre les autres lors de 2 phases de poules.
C'est le FC Lantana Tallinn qui remporte le championnat après avoir terminé en tête de la poule pour le titre. C'est le premier titre de champion d'Estonie de son histoire.

## Les 8 clubs participants
| - FC Flora Tallinn - FC Tevalte Tallinn - Promu de D2 - Tallinna Sadam - FC Lantana Tallinn | - FC Narva Trans - JK Tervis Pärnu - Promu de D2 - JK Vaprus Pärnu - JK Eesti Põlevkivi Jõhvi |

## Compétition

### Première phase
Le barème servant à établir le classement se décompose ainsi :
- Victoire : 3 points
- Match nul : 1 point
- Défaite : 0 point

| Rang | Équipe                   | Pts | J  | G  | N | P  | Bp | Bc | Diff |
| ---- | ------------------------ | --- | -- | -- | - | -- | -- | -- | ---- |
| 1    | FC Lantana Tallinn       | 33  | 14 | 10 | 3 | 1  | 37 | 8  | +29  |
| 2    | FC Narva Trans           | 22  | 14 | 6  | 4 | 4  | 22 | 16 | +6   |
| 3    | FC Flora Tallinn         | 22  | 14 | 6  | 4 | 4  | 37 | 19 | +18  |
| 4    | Sadam Tallinn            | 21  | 14 | 6  | 3 | 5  | 23 | 16 | +7   |
| 5    | FC Tevalte Tallinn P     | 20  | 14 | 6  | 2 | 6  | 20 | 19 | +1   |
| 6    | JK Tervis Pärnu P        | 17  | 14 | 5  | 2 | 7  | 25 | 29 | -4   |
| 7    | JK Eesti Põlevkivi Jõhvi | 17  | 14 | 3  | 8 | 3  | 13 | 17 | -4   |
| 8    | JK Vaprus Pärnu          | 2   | 14 | 0  | 2 | 12 | 8  | 61 | -53  |

|  | Qualifié pour le barrage pour le titre        |
|  | Participation au barrage promotion-relégation |

### Deuxième phase

#### Poule pour le titre
Les équipes classées de la 1re à la 6e place à l'issue de la première phase se disputent le titre de champion d'Estonie au sein d'une poule où chacune des équipes rencontre 2 fois ses adversaires. Chaque équipe démarre la seconde phase avec la moitié des points acquis lors de la première phase.
| Rang | Équipe             | Pts | J  | G | N | P | Bp | Bc | Diff |
| ---- | ------------------ | --- | -- | - | - | - | -- | -- | ---- |
| 1    | FC Lantana Tallinn | 37  | 10 | 6 | 2 | 2 | 21 | 7  | +14  |
| 2    | FC Flora Tallinn T | 31  | 10 | 6 | 2 | 2 | 14 | 3  | +11  |
| 3    | Tevalte Tallinn    | 31  | 10 | 7 | 0 | 3 | 13 | 10 | +3   |
| 4    | Sadam Tallinn C    | 24  | 10 | 4 | 1 | 5 | 17 | 19 | -2   |
| 5    | FC Narva Trans     | 19  | 10 | 2 | 2 | 6 | 11 | 16 | -5   |
| 6    | JK Tervis Pärnu    | 13  | 10 | 1 | 1 | 8 | 7  | 28 | -21  |

#### Poule promotion-relégation
Les 2 dernières équipes de la première phase retrouvent les équipes classées de la 1re à la 4e place d'Esiliiga pour disputer la poule de promotion-relégation. Les 2 premiers à la fin de la compétition joueront en Meistriliiga la saison prochaine, les quatre autres participeront à la deuxième division, l'Esiliiga.
| Rang | Équipe                        | Pts | J  | G | N | P | Bp | Bc | Diff |
| ---- | ----------------------------- | --- | -- | - | - | - | -- | -- | ---- |
| 1    | JK Eesti Põlevkivi Jõhvi (D1) | 21  | 10 | 7 | 0 | 3 | 23 | 7  | +16  |
| 2    | JK Vall Tallinn (D2)          | 21  | 10 | 7 | 0 | 3 | 18 | 9  | +9   |
| 3    | FC Norma Tallinn (D2)         | 17  | 10 | 5 | 2 | 3 | 13 | 11 | +2   |
| 4    | JK Vaprus Pärnu (D1)          | 14  | 10 | 4 | 2 | 4 | 12 | 20 | -8   |
| 5    | JK Dünamo Tallinn (D2)        | 8   | 10 | 2 | 2 | 6 | 8  | 14 | -6   |
| 6    | Tallinna JK (D2)              | 5   | 10 | 1 | 2 | 7 | 9  | 22 | -13  |

## Bilan de la saison
| Tableau d'Honneur                 |                    |
| Compétition                       | Vainqueur          |
| Championnat d'Estonie de football | FC Lantana Tallinn |
| Coupe d'Estonie de football       | Sadam Tallinn      |

| Qualifications européennes |                                     |
| Coupe des Coupes 1996-1997 | Qualifié                            |
| Tour préliminaire          | Sadam Tallinn                       |
| Coupe UEFA 1996-1997       | Qualifiés                           |
| 1er tour                   | FC Lantana Tallinn FC Flora Tallinn |
| Coupe Intertoto 1996       | Qualifié                            |
| Tour préliminaire          | JK Narva Trans                      |

| Promotion et relégation |                 |
| Relégué en Esiliiga     | JK Vaprus Pärnu |
| Promu en Meistriliiga   | JK Vall Tallinn |